# Công ty Dầu khí Quốc gia Iran
Công ty Dầu khí Quốc gia Iran (NIOC; tiếng Ba Tư: شرکت ملّی نفت ایران Sherkat-e Melli-ye Naft-e Iran), là một tập đoàn nhà nước dưới sự chỉ đạo của Bộ Dầu khí Iran, là một công ty sản xuất, phân phối dầu mỏ và khí đốt tự nhiên có trụ sở tại Tehran. Công ty được thành lập vào năm 1948 và được củng cố theo Hiệp định Hiệp hội năm 1954. NIOC được xếp hạng là công ty dầu lớn thứ hai thế giới, sau Aramco thuộc sở hữu nhà nước của Ả Rập Saudi.
NIOC chịu trách nhiệm độc quyền cho việc thăm dò, khoan, sản xuất, phân phối và xuất khẩu dầu thô, cũng như thăm dò, khai thác và kinh doanh khí đốt tự nhiên và khí tự nhiên hóa lỏng (LNG). NIOC xuất khẩu sản xuất thặng dư theo các cân nhắc thương mại trong khuôn khổ hạn ngạch được xác định bởi Tổ chức các nước xuất khẩu dầu mỏ (OPEC) và với mức giá phổ biến trên thị trường quốc tế. Vào đầu năm 2015, trữ lượng hydrocarbon lỏng có thể phục hồi của NIOC là 156,53 tỉ thùng (24866 km3),  (10% tổng số trên thế giới) và trữ lượng khí đốt có thể phục hồi là 33,79 ×1012   m 3 (15% tổng số thế giới). Năng lực sản xuất hiện tại của NIOC bao gồm hơn 4 triệu thùng (640×103 m3) dầu thô và vượt quá 750 triệu mét khối khí đốt tự nhiên mỗi ngày. Dầu thô xuất khẩu tổng thể của Iran được định giá 85 tỷ USD trong năm 2010.

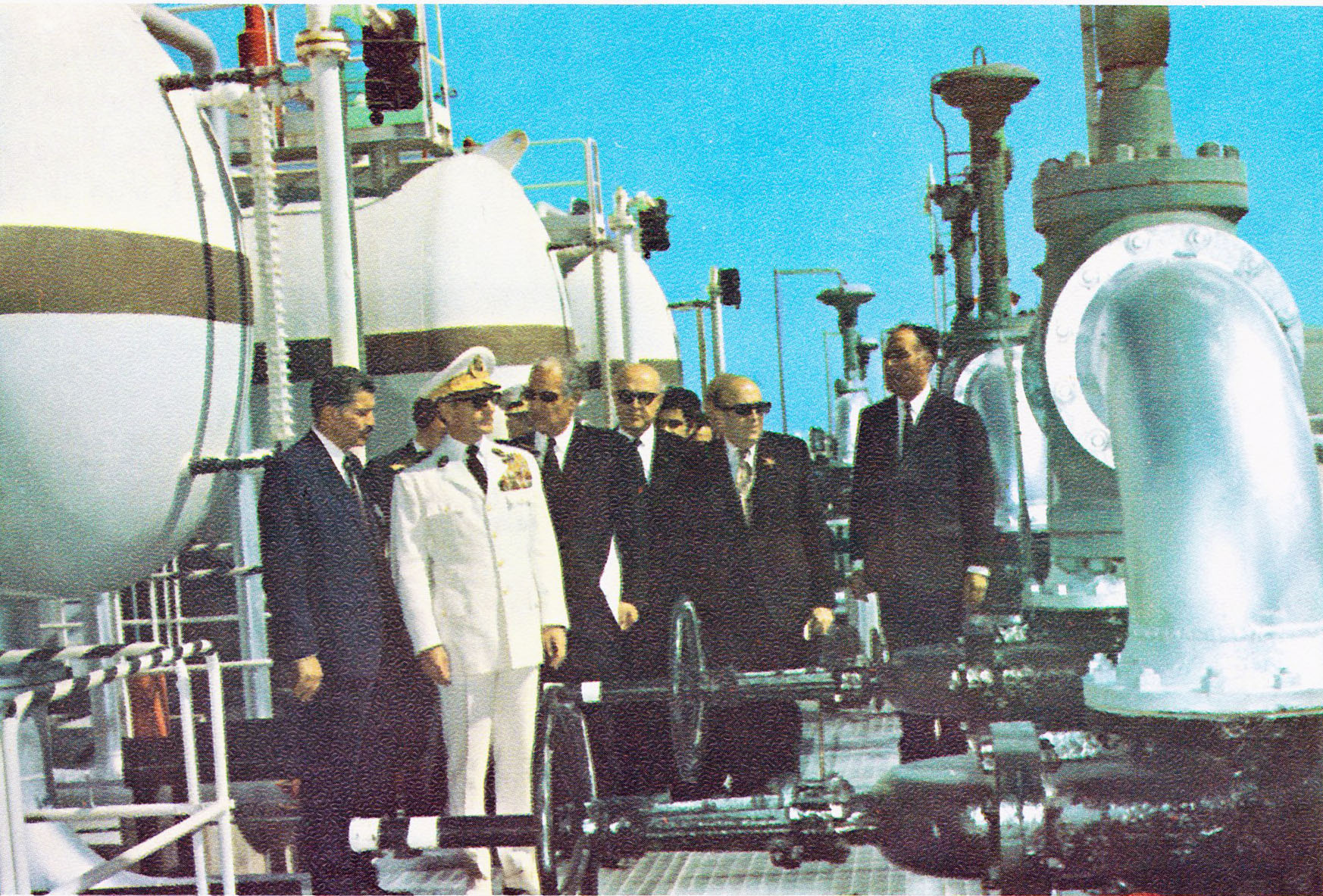
Shah mở các cơ sở của Công ty Dầu khí Hải quân Quốc tế của Iran vào năm 1970

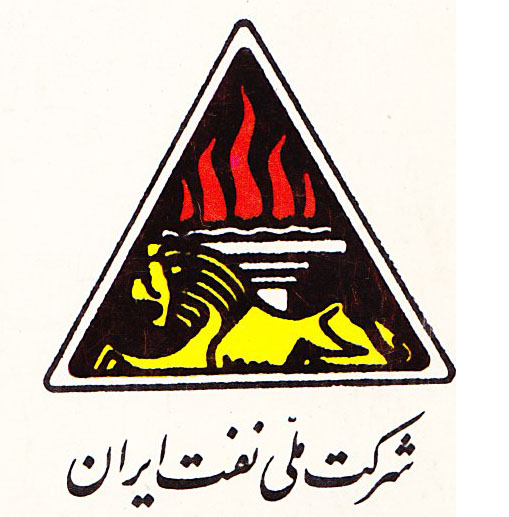
Biểu tượng của NIOC từ những năm 1950 đến 1970

## Trữ lượng dầu mỏ của NIOC

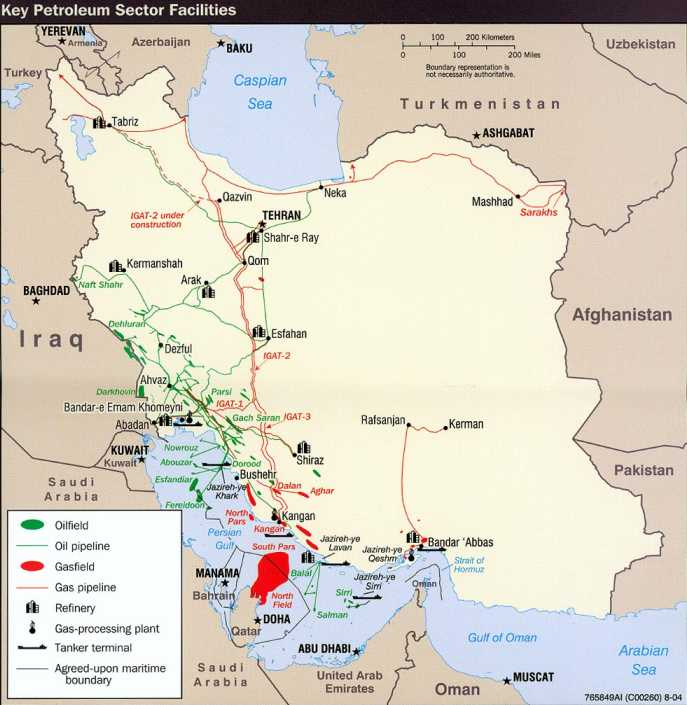
Các mỏ dầu khí của Iran, cơ sở hạ tầng

Iran sản xuất, tiêu thụ nội địa và xuất khẩu

Theo OPEC, trữ lượng hydrocarbon lỏng có thể thu hồi của NIOC vào cuối năm 2006 là 138,4 tỷ thùng (2,200×1010 m3).
Trữ lượng dầu NIOC vào đầu năm 2001 được báo cáo là khoảng 99 tỷ thùng (1,57×1010 m3), tuy nhiên vào năm 2002, kết quả nghiên cứu của NIOC cho thấy việc nâng cấp trữ lượng khổng lồ thêm khoảng 31,7 tỷ thùng (5,04×109 m3).
Sau năm 2003, Iran đã thực hiện một số khám phá quan trọng dẫn đến việc bổ sung thêm 7,7 tỷ thùng (1,22×109 m3)  dầu vào trữ lượng có thể phục hồi của Iran.
Phần lớn trữ lượng dầu thô của Iran nằm ở những cánh đồng lớn trên bờ ở khu vực phía tây nam Khuzestan gần biên giới Iraq. Nhìn chung, Iran có 40 khu vực sản xuất - 27 trên bờ và 13 ngoài khơi. Dầu thô của Iran thường ở mức trung bình trong lưu huỳnh và trong phạm vi API 28 ° -35 °.
Tính đến năm 2012, 98 giàn khoan đang hoạt động trên các cánh đồng trên bờ, 24 giàn khoan ngoài khơi và một giàn khoan duy nhất đang hoạt động ở Biển Caspi. Iran có kế hoạch tăng số lượng giàn khoan hoạt động tại các mỏ dầu trên bờ và ngoài khơi của mình lên 36 đơn vị để đạt 134 đơn vị vào tháng 3 năm 2014.
Bảng 1- Năm mỏ dầu lớn nhất của NIOC;

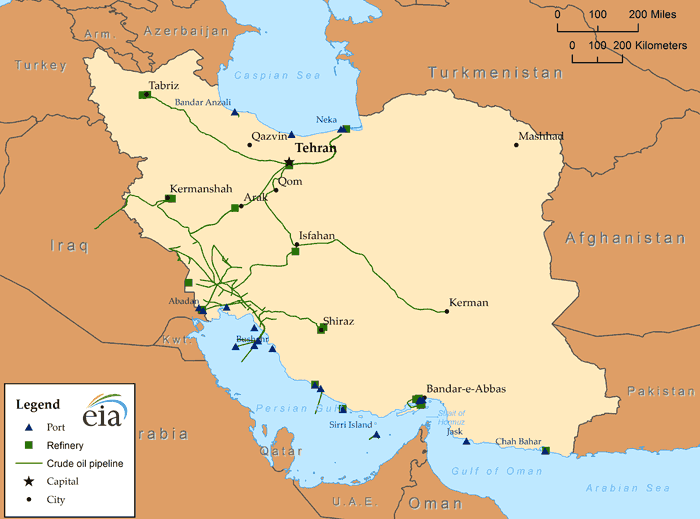
Cơ sở hạ tầng dầu mỏ của Iran

| Cấp  | Tên trường            | Sự hình thành      | Dầu tại chỗ </br> (Thùng tỷ) | Dự trữ có thể phục hồi </br> (Thùng tỷ) | Sản xuất </br> Ngàn thùng mỗi ngày |
| ---- | --------------------- | ------------------ | ---------------------------- | --------------------------------------- | ---------------------------------- |
| 1    | Cánh đồng Ahvaz       | Asmari & Bangestan | 65,5                         | 25,5                                    | 945                                |
| 2    | Cánh đồng Gachsaran   | Asmari & Bangestan | 52,9                         | 16.2                                    | 480                                |
| 3    | Cánh đồng Marun       | Asmari             | 46,7                         | 21,9                                    | 520                                |
| 4    | Mỏ dầu Azadegan       | Bangestan & Khami  | 33,2                         | 5,4                                     | 70                                 |
| 5    | Cánh đồng Aghajari    | Asmari & Bangestan | 30.2                         | 17,4                                    | 300                                |
| 6    | Mỏ dầu Rag Sefid      | Asmari & Bangestan | 16,5                         | 4,49                                    | 180                                |
| 7    | Mỏ dầu Abteymour      | Bangestan          | 15.2                         | 2.6                                     | 60                                 |
| số 8 | Cánh đồng dầu Soroush | Asmari & Bangestan | 14.2                         | 9,1                                     | 46                                 |
| 9    | Mỏ dầu Karanj         | Asmari & Bangestan | 11.2                         | 5,7                                     | 230                                |
| 10   | Mỏ dầu Bibi Hakimeh   | Asmari & Bangestan | 7.59                         | 5,6                                     | 120                                |

## Trữ lượng khí đốt tự nhiên
NIOC giữ khoảng 1.000×1012 ft khối (28.000 km3)  trữ lượng khí tự nhiên đã được chứng minh trong đó 36% là khí liên kết và 64% là trong các mỏ khí không liên kết. Trữ lượng lớn thứ hai thế giới sau Nga.
Mười mỏ khí không liên kết lớn nhất của NIOC; 
| Tên trường                 | Gas tại chỗ Tcf | Tcf dự trữ có thể phục hồi |
| -------------------------- | --------------- | -------------------------- |
| Nam Pars                   | 500             | 322                        |
| Bắc Pars                   | 60              | 47                         |
| Trường khí Kish            | 60              | 45                         |
| Trường khí Gol Sơn         | 55              | 25 - 45                    |
| Trường khí Tabnak          | Quốc hội        | 21,2                       |
| Cánh đồng khí Kangan       | Quốc hội        | 20,1                       |
| Lĩnh vực khí đốt Khangiran | Quốc hội        | 16,8                       |
| Lĩnh vực khí Nar           | Quốc hội        | 13                         |
| Lĩnh vực khí đốt Aghar     | Quốc hội        | 11,6                       |
| Cánh đồng Farsi            | Quốc hội        | 11 - 22                    |

## Ảnh hưởng môi trường
Theo nhà địa lý học Richard Heede, công ty đứng thứ 3 trong danh sách các công ty có mức phát thải CO2 cao nhất toàn cầu với 739 triệu tấn  trong năm 2013, chiếm hơn 3,1% lượng khí thải nhân tạo trên toàn thế giới.